# FK Sportist Varna
FK Sportist Varna (Bulgaars: ФК Спортист Варна) was een Bulgaarse voetbalclub uit Varna. Het is de tweede oudste club van het land. 

## Geschiedenis
In april 1909 werd in de nabijheid van Varna stadspark Sportclub Sportist opgericht met Stefan Tontsjev als eerste voorzitter. De hoofdactiviteit van de club was voetbal en in 1909 speelde de club een wedstrijd tegen Atlas Varna, opgericht in 1907. Sportist won de wedstrijd met 1-0 en deze wedstrijd geldt als de allereerste voetbalwedstrijd van Bulgarije. 
Op 24 mei 1914 fusioneerde de club met FK Reka Titsja en werd zo SK Titsja Varna. 